# Helen Hunt
Helen Elizabeth Hunt (Culver City, California, 15 de junio de 1963), conocida como Helen Hunt, es una actriz y cineasta estadounidense, ganadora de los premios Óscar, Globo de Oro y Emmy.
A finales de los 70 empezó a aparecer en series de televisión como Autopista hacia el cielo. En los años 90 fue protagonista de la serie Loco por ti (Mad About You), por la que consiguió varios premios Emmy. Su primer largometraje fue, con 14 años, la película Montaña rusa. Hizo varios papeles secundarios más hasta que James L. Brooks le dio la oportunidad de ser protagonista de la película Mejor... imposible, ganando el Óscar a la mejor actriz.

## Biografía

### 1961-1976: Primeros años
Helen Hunt nació en Culver City (California). Su madre, Jane Elizabeth (nombre de soltera, Novis), era de profesión fotógrafa, y su padre, Gordon Hunt, actor y director. De hecho, varios miembros de su familia estaban involucrados en el mundo del cine. Su tío, Peter H. Hunt, era también director y su abuela materna, Dorothy (nombre de soltera, Anderson) Fries, era entrenadora de voz. La línea parental de Hunt es de una familia alemana de origen judío mientras que la línea materna era de descendencia inglesa.
Cuando aún era pequeña, la familia de Hunt se trasladó a Nueva York, donde su padre estaba dirigiendo obras de teatro. Helen iba a obras de teatro muchas veces a la semana. Hunt se graduó en la Providence High School de Burbank (California). También aprendió ballet y fue por poco tiempo a la Universidad de California en Los Ángeles.

### 1976-1989: Inicios como actriz adolescente

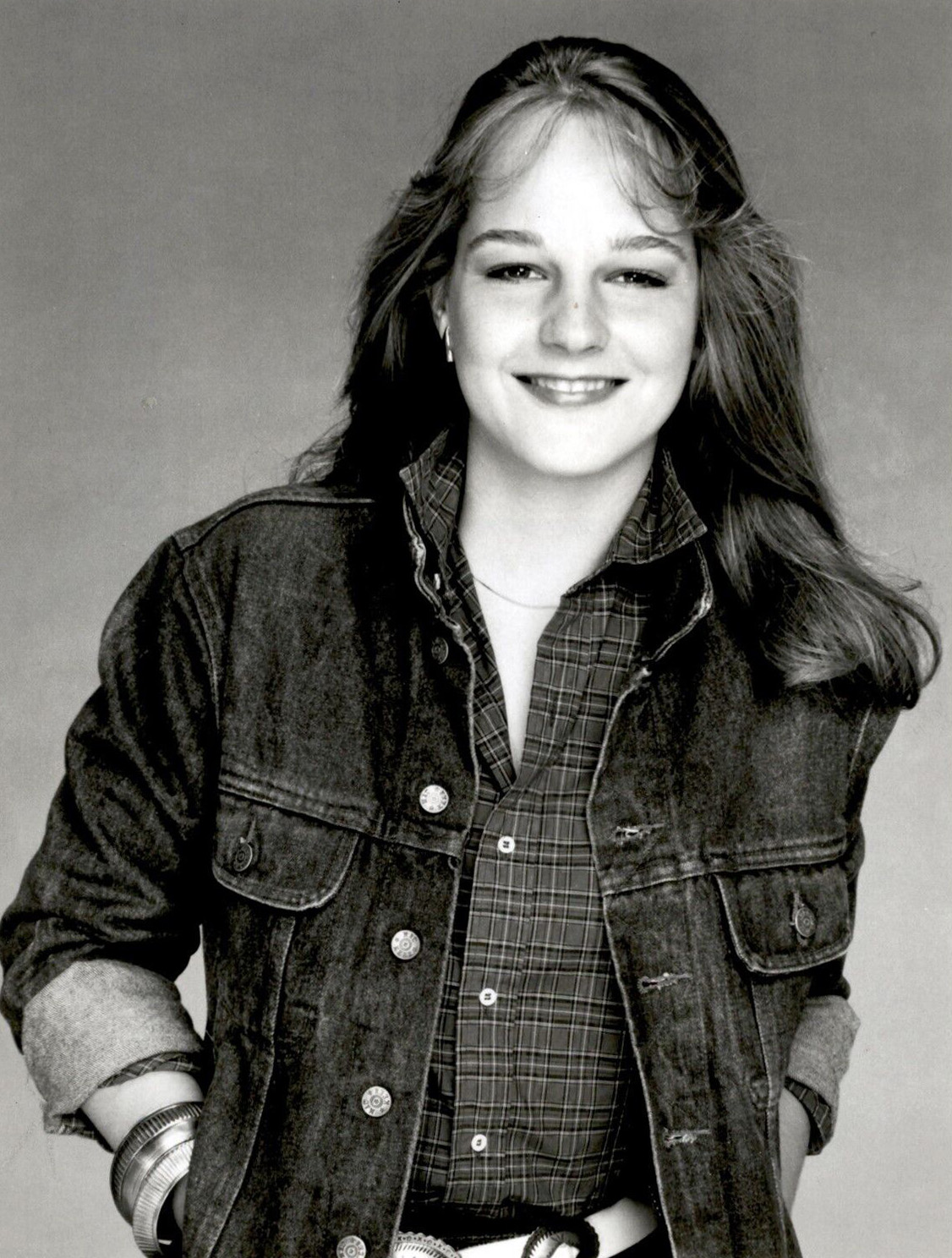
Hunt como Lisa en la serie It Takes Two, 1982

Hunt comenzó a trabajar como actriz juvenil en la década de los 70. Sus primeros papeles incluyeron una pequeña aparición en la temporada 2, episodio 3 de la serie de televisión "Family", haciendo el papel de Robin Trask, una compañera de clase de Kristy McNichol. También apareció como hija de Murray Slaughter en The Mary Tyler Moore Show en el episodio de 1977 “Murray Ghosts for Ted”, como hija de George Segal en la película ''Montaña rusa (Rollercoaster) (1977), junto a Lindsay Wagner en el episodio de The Bionic Woman, un episodio de Ark II llamado "Omega", y un papel habitual en la serie Los robinsones suizos (The Swiss Family Robinson). Apareció como fumadora de cannabis en el episodio de The Facts of Life. En 1982, Hunt interpretó a una joven que, mientras toma PCP, salta por la ventana de un segundo piso, en una película hecha para televisión llamada Vidas desesperadas (una escena que ella misma se burló durante un monólogo de "Saturday Night Live" en 1994), y estuvo en el reparto principal dela sitcom de ABC It Takes Two, que duró solo una temporada. En 1983, protagonizó el telefilm Bill: On His Own, con Mickey Rooney y encarnó a Tami Maida en la producción televisiva basada en hechos reales Quarterback Princess. Hunt también tuvo un papel recurrente en St. Elsewhere como Clancy Williams, la novia de Jack "Boomer" Morrison (David Morse), y tuvo una notable aparición como invitada como una futura madre afectada por el cáncer en un episodio de dos partes de Autopista hacia el cielo (Highway to Heaven).
A mediados de los 80, Hunt comenzó a aparecer en películas de los grandes estudios dirigidas al público adolescente. Su papel más destacado fuer el de la chica punk rock de la película de ciencia ficción Trancers (1984). También interpretó a la amiga de un ejército en la comedia Las chicas sólo piensan en divertirse (Girls Just Want to Have Fun) (1985), con Sarah Jessica Parker y Shannen Doherty, y fue la hija de mujer divorciada en Peggy Sue se casó  (Peggy Sue Got Married) de Francis Ford Coppola (1986), junto a Kathleen Turner. En 1987, Hunt protagonizó junto con Matthew Broderick en Proyecto X (Project X), como estudiante de posgrado asignado al cuidado de chimpancés utilizados en un proyecto secreto de la Fuerza Aérea. En 1988, apareció en Más que un recuerdo (Stealing Home), como Hope Wyatt, la hermana de Billy Wyatt (Mark Harmon). Un año después, Con su propia ley (Next of Kin) presentaba a Hunt como una mujer embarazada de un respetable abogado. Hunt compartía pantalla con Patrick Swayze y Liam Neeson.

### 1990-1998: Reconocimiento en la televisión y el cine
En 1990, Hunt apareció en el teatro con Tracey Ullman y Morgan Freeman en una versión western de The Taming of the Shrew, en el Delacorte Theater de Central Park. En 1991, Hunt protagonizó Trancers II, la secuela directa a video de Trancers (1984), y protagonizó la sitcom My Life and Times, que solo tuvo seis episodios antes de su cancelación. En 1992, aprecería en el drama Quédate conmigo (The Waterdance) como la mujer casada que tiene que un idilio con un escritor, en la comedia romántica Only You, como agente de viajes y el interés amoroso de un diseñador de casas de muñecas; en el falso documental Ciudadano Bob Roberts (Bob Roberts), como Rose Pondell, reporta de la WLNO; y en Mr. Saturday Night, como la joven agente Annie Well. En 1992, Hunt volvió a tercera y última secuela aparición como Lena en Trancers III.

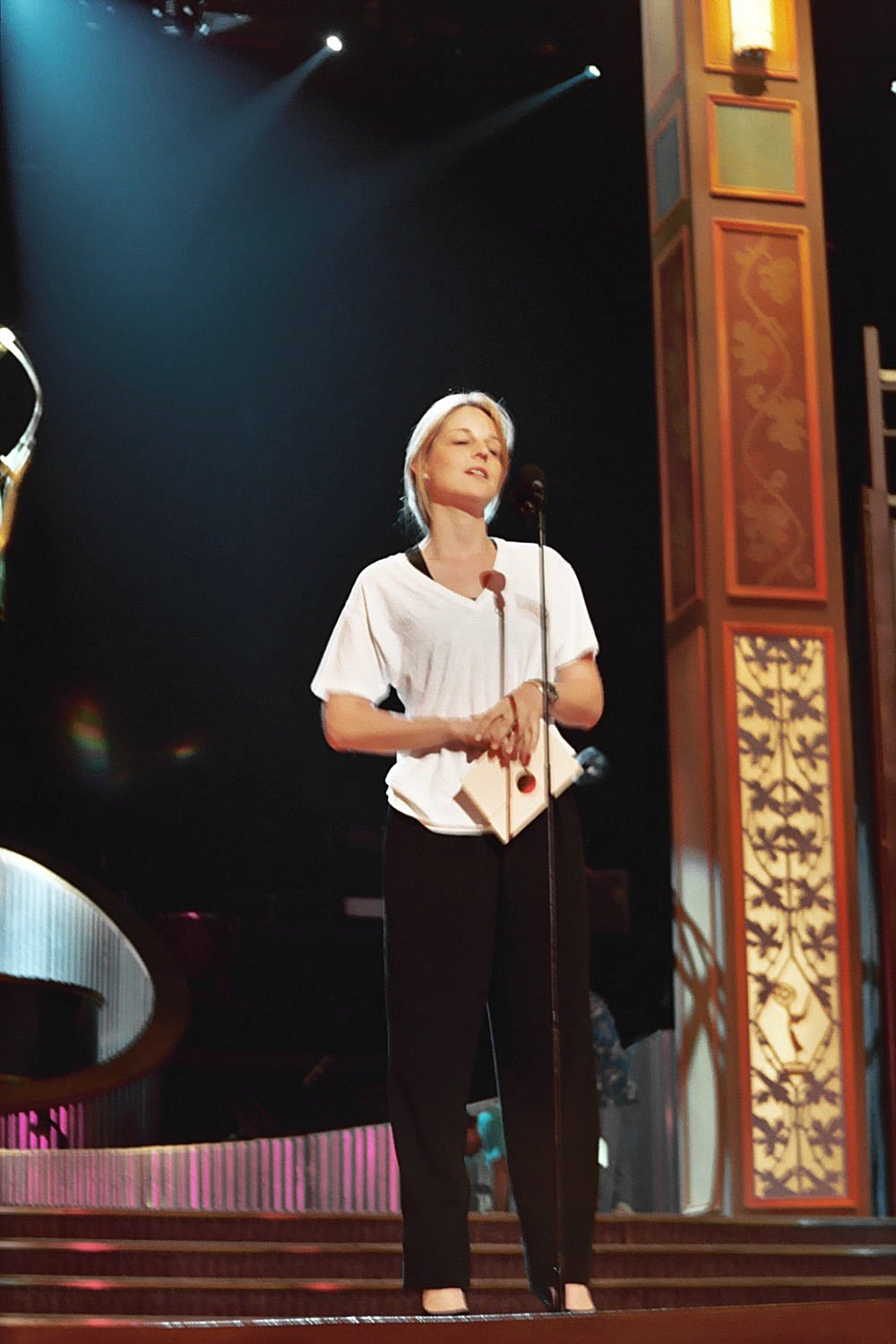
Hunt en la gala de los Premios Emmy de 1994.

Hunt obtuvo por fin el reconocimiento, al menos a nivel nacional, con la sitcom Loco por ti (Mad About You), que se emitió desde 1992 hasta 1999. Junto a Paul Reiser, interpreta a como especialista en relaciones públicas y la mitad de una pareja en Nueva York. Luego ganó premios Emmy por sus actuaciones en 1996, 1997, 1998 y 1999. En la temporada final, Reiser y Hunt recibieron un millón de dólares por episodio. La actriz dirigió varios episodios de la serie, incluidos algunos de la temporada final.
En 1995, Hunt interpretó a la exmujer de Nicolas Cage en El sabor de la muerte (Kiss of Death), inspirada en la película homónima de 1947. En la película de acción desastrosa Twister (1996), Hunt protagonizó con Bill Paxton como cazadores de tormentas investigando tornados. Ambos actores quedaron temporalmente cegados por brillantes lámparas electrónicas a mitad del rodaje y necesitaron vacunas contra la hepatitis después de rodar en una zanja especialmente insalubre. Twister fue uno de los grandes éxitos de 1996, solo por detrás de Independence Day. La película recaudó 494.5 millones de dólares en taquilla en todo el mundo.
Su reconocimiento mundial fue cuando consiguió el Premio Óscar a la mejor actriz por la comedia romántica Mejor... imposible (As Good as It Gets) (1997), en el que asumió el papel de una camarera y madre soltera que se enamora de un novelista romántico misántropo y obsesivo-compulsivo, interpretado por Jack Nicholson. Hunt y Nicholson se llevaron bien durante el rodaje y conectaron inmediatamente: "Ni siquiera fue lo que dijimos", añadió Hunt, "era simplemente una frecuencia que ambos podíamos sintonizar y que era muy, muy compatible." El guionista Andrew Horton describió su relación en pantalla como "fuego y hielo, aceite y agua, aparentemente opuestos completos". No obstante, Hunt fue la contraparte perfecta de Nicholson y realizó "una actuación simplemente impresionante", escribió la crítica Louise Keller. La película además fue un éxito increíble en taquilla, recaudado 314 millones de dólares en todo el mundo. En 1998, también apareció en el capítulo "Dumbbell Indemnity" de The Simpsons, e hizo de Viola en Twelfth Night, en el Lincoln Center de Nueva York.

### 1999-2010: Estrella consagrada

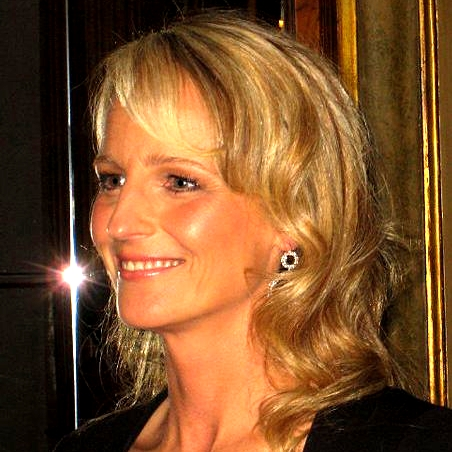
Helen Hunt en el Elgin Theatre durante el pase en el Festival Internacional de Toronto de Then She Found Me (2007).

Dos de las cuatro películas del 2000 en la que trabajó Hunt (la comedia Dr.T y las mujeres (Dr. T & the Women) y el drama Cadena de favores (Pay It Forward ) se estrenaron en octubre. Mientras que en la primera inerpretaba a una mujer que abarcan la vida cotidiana de un ginecólogo adinerado (Richard Gere), en la segunda es el interés amoroso de una maestra de escuela primaria con cicatrices físicas y emocionales (Kevin Spacey). El crítico Roger Ebert destacó su actuación en Cadena de favores, a pesar de considerar la película "demasiado manipuladora emocionalmente". Sus otras dos películas del 2000 la comedia romántica ¿En qué piensan las mujeres? (What Women Want), y el drama Náufrago (Cast Away) fueron estrenados en diciembre. En What Women Want, Hunt es el interés amoroso de Mel Gibson mientras que n Cast Away, ella es la novia de un empleado de FedEx (Tom Hanks) que se queda aislado durante años en una isla.
Después de esto, Hunt protagonizó la cinta de Woody Allen La maldición del escorpión de jade (The Curse of the Jade Scorpion) (2001), como una experta en eficiencia hipnotizada por un hipnotizador corrupto para robar joyas. A pesar del éxito limitado de la película, Roger Ebert afirmó: "Hunt en particular se divierte con un papel de dama bromista que tal vez le debe algo a Rosalind Russell en His Girl Friday." En 2003, Hunt volvió a Broadway en la obra de teatro Life x 3 de Yasmina Reza, y en 2004, protagonizó el drama A Good Woman, como una femme fatale de la década de los 30 en Nueva York. AV Club, en su crítica posterior, remarcó: "Helen Hunt parece vergonzosamente fuera de lugar al intentar interpretar a una seductora infame". También estuvo en el gran reparto del drama de Emilio Estévez Bobby (2006), sobre el asesinato de Robert F. Kennedy. Como miembro del reparto, fue nominada en el Premio del Sindicato de Actores al mejor reparto pero ganó el del Premio Festival de Cine de Hollywood almejor reparto.
Hunt hizo su debut como director en Cuando ella me encontró (Then She Found Me) (2007), en el que también interpretó a una maestra de escuela primaria de Brooklyn de 39 años, quien después de años es contactada por la extravagante presentadora de un programa de entrevistas local, interpretada por Bette Midler, quien se presenta como su madre biológica. Después de leer por primera vez la novela de Elinor Lipman, intentó llamar la atención a numerosos estudios sobre el material, y sus infructuosos esfuerzos la llevaron a comenzar a escribir el guion y a recaudar fondos para producirlo ella misma. Tras su lanzamiento, Ruthe Stein del San Francisco Chronicle comentó: "Uno pensaría que presentar Cuando ella me encontró con tanta trama haría que pareciera una telenovela pero Hunt salva la película de este destino de dos maneras: primero, presenta una actuación conmovedoramente real, la mejor de su carrera en la pantalla grande. Ella es muchísimo mejor y más realista aquí que en Mejor... imposible [...] Al dirigir Entonces ella me encontró, Helen también se convierte en su salvadora [...] Hunt sabe cuándo frenar a la Divina Señorita M en lugar de permitirle para entrar en modo Kabuki completo. [Ella] también logra actuaciones perfectas de Broderick y Firth."

### 2010-..: Últimos trabajos

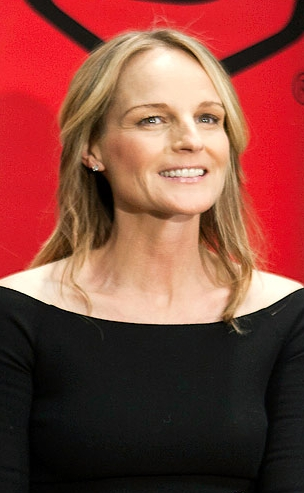
Hunt en Grand Rapids en 2011

Hunt protagonizó la tragicomedia Every Day (2010), como la mitad de una pareja casada separada por responsabilidades cada vez mayores. Según Los Angeles Times, la película "es un recordatorio del talento [de Hunt] para la subestimación y el deseo de ver más de ella". En el biopic Soul Surfer (2011), interpretó a la madre de la campeona de surf hawaiana Bethany Hamilton, en cuya vida se basó la película. Este fue su primer éxito en taquilla desde La maldición del escorpión de jade, con 47 millones de recaudación.
Hunt protagonizó la asistenta sexual Cheryl Cohen-Greene en Las sesiones The Sessions (2012), junto a John Hawkes y William H. Macy. El papel requirió que Hunt realizara múltiples escenas de desnudos completos, sobre lo cual dijo: "Estar desnuda fue un desafío, pero aún más que eso fue la vulnerabilidad. Me sentí vulnerable porque estaba desnuda. Me sentí vulnerable porque estábamos pasando por un momento muy vulnerable en la vida de este personaje. Este era un viaje real que alguien había emprendido y quería hacerlo bien." Su actuación fue aclamada por la crítica y recibió diferentes nominaciones, incluida la del Óscar a la mejor actriz de reparto. Todd McCarthy de The Hollywood Reporter escribió: "La actuación de Hunt puede ser físicamente audaz, pero está igualmente marcada por su madurez y compostura."
En 2013, Hunt encarnó a la genetista Mary-Claire King en el drama indepediente Decoding Annie Parker (2013), que tuvo una tibia recepción de la crítica. Escribió y dirigió Ride (2014), en el que también interpretó a una madre que viaja a través del país hasta California para estar con su hijo después de que éste decide abandonar la escuela y convertirse en surfista. 
En ¡A ganar! (The Miracle Season) (2018), basada en una historia real del equipo de voleibol del Instituto Iowa City West, Hunt interpreta a Kathy Bresnahan, la entrenador. En 2019, Hunt apareció en a serie de la BBC World on Fire como periodista Nancy Campbell, un personaje inspirado en la corresponsal de guerra Clare Hollingworth.
En 2020, Hunt apareció en el drama criminal Lo que la noche esconde (The Night Clerk) junto a Tye Sheridan. En septiembre de 2022, estuvo en el reparto de la obra Eureka Day en el The Old Vic de Londres.

## Vida privada
Ha sido pareja sentimental de actores como Matthew Broderick y Eric Stoltz. En 1999 se casó con el actor Hank Azaria, pero tan solo duraron un año. El 21 de agosto de 2017 anunció su separación de Matthew Carnahan, productor, escritor y director, tras 16 años de matrimonio y con quien tuvo una hija.

## Filmografía
Cine
| Año  | Título en España                      | Título original                       | Director                         | Personaje            |
| ---- | ------------------------------------- | ------------------------------------- | -------------------------------- | -------------------- |
| 1980 | Montaña rusa                          | Rollercoaster                         | James Goldstone                  | Tracy Calder         |
| 1984 | Guardianes del futuro                 | Trancers                              | Charles Band                     | Leena                |
| 1985 | Las chicas sólo piensan en divertirse | Girls Just Want to Have Fun           | Alan Metter                      | Lynne                |
| 1986 | Peggy Sue se casó                     | Peggy Sue Got Married                 | Francis Ford Coppola             | Beth Bodell          |
| 1986 | El príncipe encantado                 | The Frog Prince                       | Jackson Hunsicker                | Henrietta            |
| 1987 | Proyecto X                            | Project X                             | Jonathan Kaplan                  | Teri                 |
| 1988 | Más que un recuerdo                   | Stealing home                         | Steven Kampmann y William Potter | Hope Wyatt           |
| 1988 | Más allá de la ambición               | Miles from Home                       | Gary Sinise                      | Jennifer             |
| 1988 | Trancers: City of Lost Angels (corto) | Trancers: City of Lost Angels (corto) | Charles Band                     | Lenna                |
| 1989 | Con su propia ley                     | Next of Kin                           | John Irvin                       | Jessie               |
| 1991 | Trancers 2                            | Trancers 2                            | Charles Band                     | Leena                |
| 1992 | Quédate conmigo                       | The Waterdance                        | Neal Jiménez y Michael Steinberg | Anna                 |
| 1992 | Mr. Saturday Night                    | Mr. Saturday Night                    | Billy Crystal                    | Annie Wells          |
| 1992 | Ciudadano Bob Roberts                 | Bob Roberts                           | Tim Robbins                      | Rose Pondell         |
| 1992 | Only you                              | Only you                              | Betty Thomas                     | Claire Enfield       |
| 1992 | Trancers 3 (vídeo)                    | Trancers 3 (vídeo)                    | C. Courtney Joyner               | Leena                |
| 1993 | Sexual healing (corto)                | Sexual healing (corto)                | Howard Cushnir                   | Rene                 |
| 1995 | El sabor de la muerte                 | Kiss of Death                         | Barbet Schroeder                 | Bev Kilmartin        |
| 1996 | Twister                               | Twister                               | Jan de Bont                      | Dr. Jo Harding       |
| 1997 | Mejor... imposible                    | As Good as It Gets                    | James L. Brooks                  | Carol Connelly       |
| 2000 | Cadena de favores                     | Pay It Forward                        | Mimi Leder                       | Arlene McKinney      |
| 2000 | Dr. T y las mujeres                   | Dr. T & the Women                     | Robert Altman                    | Bree                 |
| 2000 | Náufrago                              | Cast Away                             | Robert Zemeckis                  | Kelly Frears         |
| 2000 | ¿En qué piensan las mujeres?          | What Women Want                       | Nancy Meyers                     | Darcy Maguire        |
| 2001 | La maldición del escorpión de jade    | The Curse of the Jade Scorpion        | Woody Allen                      | Betty Ann Fitzgerald |
| 2004 | A good woman                          | A good woman                          | Mike Barker                      | Señora Erlynne       |
| 2006 | Bobby                                 | Bobby                                 | Emilio Estévez                   | Samantha             |
| 2007 | Cuando ella me encontró               | Then She Found Me                     | Helen Hunt                       | April Epner          |
| 2010 | Every Day                             | Every Day                             | Richard Levine                   | Jeannie              |
| 2011 | Soul Surfer                           | Soul Surfer                           | Sean McNamara                    | Cheri Hamilton       |
| 2011 | Jock                                  | Jock                                  | Duncan MacNeillie                | Jess (voz)           |
| 2012 | Las sesiones                          | The Sessions                          | Ben Lewin                        | Cheryl               |
| 2013 | Decoding Annie Parker                 | Decoding Annie Parker                 | Steven Bernstein                 | Mary Claire King     |
| 2014 | Ride                                  | Ride                                  | Helen Hunt                       | Jackie               |
| 2017 | I Love You, Daddy                     | I Love You, Daddy                     | Louis C.K.                       | Aura                 |
| 2018 | ¡A ganar!                             | The Miracle Season                    | Sean McNamara                    | Kathy Bresnahan      |
| 2018 | Candy Jar                             | Candy Jar                             | Ben Shelton                      | Kathy                |
| 2019 | Te veo                                | I See You                             | Adam Randall                     | Jackie Harper        |
| 2020 | Lo que la noche esconde               | The Night Clerk                       | Michael Cristofer                | Ethel Bromley        |
| 2021 | How It Ends                           | How It Ends                           | Zoe Lister-Jones y Daryl Wein    | Lucinda              |

Televisión
| Año              | Título en España                       | Título original                                 | Director             | Personaje                           | Nota                                          |
| ---------------- | -------------------------------------- | ----------------------------------------------- | -------------------- | ----------------------------------- | --------------------------------------------- |
| 1973             | La pionera                             | Pioneer Woman                                   | Buzz Kulik           | Sarah Sargeant                      | Película de TV                                |
| 1974-1975        | Amy Prentiss                           | Amy Prentiss                                    |                      | Jill Prentiss                       | 3 episodios                                   |
| 1975             | All Together Now                       | All Together Now                                | Randal Kleiser       | Susan Lindsay                       | Película de TV                                |
| 1975             | Gritos de muerte                       | Death Scream                                    | Richard T. Heffron   | Teila Rodríguez                     | Película de TV                                |
| 1975-1976        | Los Robinsones suizos                  | The Swiss Family Robinson                       |                      | Helga Wagner                        | 20 episodios                                  |
| 1976             | Ark II                                 | Ark II                                          |                      | Diana                               | Episodio: "Omega"                             |
| 1976             | Having Babies                          | Having Babies                                   | Robert Day           | Sharon McNamara                     | Película de TV                                |
| 1977             | The Mary Tyler Moore show              | The Mary Tyler Moore show                       |                      | Laurie Slaughter                    | Episodio: "Murray Ghosts for Ted"             |
| 1977             | Control mental                         | The Spell                                       | Lee Philips          | Kristina Matchett                   | Película de TV                                |
| 1976-1980        | Family                                 | Family                                          |                      | Sandy / Tracey Palmer / Robin Trask | 3 episodios                                   |
| 1977-1978        | The Fitzpatricks                       | The Fitzpatricks                                |                      | Kerry Gerardi                       | 9 episodios                                   |
| 1978             | La mujer biónica                       | The Bionic Woman                                |                      | Princesa Aura                       | Episodio: "Sanctuary Earth"                   |
| 1979             | Trasplante                             | Transplant                                      | William A. Graham    | Janice Hurley                       | Película de TV                                |
| 1980             | The Facts of Life                      | The Facts of Life                               |                      | Emily                               | Episodio: "Dope"                              |
| 1980-1981        | California                             | California                                      |                      | Brenda / Betsy                      | 3 episodios                                   |
| 1981             | El milagro de Kathy Miller             | The Miracle of Kathy Miller                     | Robert Michael Lewis | Kathy Miller                        | Película de TV                                |
| 1981             | Droga para un ángel                    | Angel Dusted                                    | Dock Lowry           | Lizzie Eaton                        | Película de TV                                |
| 1981             | Darkroom                               | Darkroom                                        |                      | Nancy Lawrence                      | Episodio: "The Boogeyman will get you"        |
| 1981             | CBS Afternoon Playhouse                | CBS Afternoon Playhouse                         |                      | Phoebe                              | Episodio: "I think I'm having a baby"         |
| 1981             | Child Bride of Short Creek             | Child Bride of Short Creek                      | Robert Michael Lewis | Naomi                               | Película de TV                                |
| 1981             | Nosotros dos                           | The Two of Us                                   |                      | Chrissie                            | Episodio: "The Christams Thief"               |
| 1982             | Vidas desesperadas                     | Desperate Lives                                 | Robert Michael Lewis | Sandy Cameron                       | Película de TV                                |
| 1982             | Gimme a Break!                         | Gimme a Break!                                  |                      | Valerie                             | Episodio: "An Unmarried Couple"               |
| 1982-1983        | It takes Two                           | It takes Two                                    |                      | Lisa Quinn                          | 22 episodios                                  |
| 1983             | La princesa del estadio                | Quarterback Princess                            | Noel Black           | Tami Maida                          | Película de TV                                |
| 1983             | Bill: On His Own                       | Bill: On His Own                                | Anthony Page         | Jenny Wells                         | Película de TV                                |
| 1983             | Elecciones del corazón                 | Choices of the Heart                            | Joseph Sargent       | Cathy                               | Película de TV                                |
| 1984             | Dulce venganza                         | Sweet Revenge                                   | David Greene         | Debbie Markham                      | Película de TV                                |
| 1985             | Autopista hacia el cielo               | Highway to Heaven                               |                      | Lizzy MacGill                       | 2 episodios                                   |
| 1984-1986        | Hospital                               | St. Elsewhere                                   |                      | Clancy Williams                     | 8 episodios                                   |
| 1985-1986        | Galtar and the Golden Lance            | Galtar and the Golden Lance                     |                      | Rava (voz)                          | 21 episodios                                  |
| 1987             | El autoestopista                       | The Hitchhiker                                  |                      | Donette                             | Episodio: "Why are you Here?"                 |
| 1988             | Fotogramas de guerra                   | Shooter                                         | Gary Nelson          | Tracey                              | Película de TV                                |
| 1989             | El misterio de Starbrite               | Incident at Dark River                          | Michael Pressman     | Jesse McCandless                    | Película de TV                                |
| 1990             | Playa de China                         | China Beach                                     |                      | Amanda 'Sissy' Simpson              | Episodio: "The Thanks of the Grateful Nation" |
| 1990             | Los casos de Rosie O'Neill             | The Trials of Rosie O'Neill                     |                      | Bridget Kane                        | Episodio: "An Act of Love"                    |
| 1990             | Mi vida y mi tiempo                    | My Life and Times                               |                      | Rebecca Miller                      | 6 episodios                                   |
| 1991             | Territorio prohibido                   | Into the Badlands                               | Sam Pillsbury        | Blossom                             | Película de TV                                |
| 1991             | Impulso asesino                        | Murder in New Hampshire: The Pamela Smart Story | Joyce Chopra         | Pamela Smart                        | Película de TV                                |
| 1992-1999 / 2019 | Loco por ti                            | Mad About You                                   |                      | Jamie Buchman                       | 173 capítulos                                 |
| 1993             | Silencio oscuro                        | In the Company of Darkness                      | David Anspaugh       | Gina Pulasky                        | Película de TV                                |
| 1995             | Friends                                | Friends                                         |                      | Jamie Buchman                       | Episodio: "The One with two parts: Part 1"    |
| 1997             | Los Simpsons                           | Los Simpsons                                    |                      | Renee (voz)                         | Episodio: "Dumbbel Indemnity"                 |
| 1998             | Twelfth Night, or What You Will        | Twelfth Night, or What You Will                 |                      | Viola                               | Película de TV                                |
| 2005             | Empire Falls                           | Empire Falls                                    |                      | Janine Roby                         | 2 episodios                                   |
| 2017             | Fuego abierto                          | Shots Fired                                     |                      | Gobernadora Patricia Eamons         | 10 episodios                                  |
| 2019             | El Mundo en Llamas                     | World on Fire                                   |                      | Nancy Campbell                      | 7 episodios                                   |
| 2021             | The Cinnamon Bear: A Holiday Adventure | The Cinnamon Bear: A Holiday Adventure          |                      | Profesora Wiz the Owl               | 3 episodios                                   |
| 2022             | Solar                                  | Solar                                           |                      | Margaret Cohen                      | 7 episodios                                   |
| 2021-2023        | Blindspotting                          | Blindspotting                                   |                      | Rainey                              | 12 episodios                                  |
| 2023             | Alethea                                | Alethea                                         |                      | Rainey                              | 10 episodios                                  |
| 2024             | Hacks                                  | Hacks                                           |                      | Winnie Landell                      | 3 episodios                                   |

## Premios y distinciones
Premios Óscar
| Año  | Categoría               | Película           | Resultado |
| ---- | ----------------------- | ------------------ | --------- |
| 1998 | Mejor actriz            | Mejor... imposible | Ganadora  |
| 2013 | Mejor actriz de reparto | The Sessions       | Nominada  |

Premios BAFTA
| Año  | Categoría               | Trabajo Nominado | Resultado |
| ---- | ----------------------- | ---------------- | --------- |
| 2013 | Mejor actriz de reparto | The Sessions     | Nominada  |

Premios Globo de Oro
| Año        | Categoría                                               | Trabajo Nominado   | Resultado |
| Cine       | Cine                                                    | Cine               | Cine      |
| ---------- | ------------------------------------------------------- | ------------------ | --------- |
| 1998       | Mejor actriz - Comedia o musical                        | Mejor... imposible | Ganadora  |
| 2013       | Mejor actriz de reparto                                 | The Sessions       | Nominada  |
| Televisión |                                                         |                    |           |
| 1993       | Mejor actriz de serie de televisión - Comedia o musical | Mad About You      | Nominada  |
| 1994       | Mejor actriz de serie de televisión - Comedia o musical | Mad About You      | Ganadora  |
| 1995       | Mejor actriz de serie de televisión - Comedia o musical | Mad About You      | Ganadora  |
| 1996       | Mejor actriz de serie de televisión - Comedia o musical | Mad About You      | Nominada  |
| 1997       | Mejor actriz de serie de televisión - Comedia o musical | Mad About You      | Ganadora  |
| 1998       | Mejor actriz de serie de televisión - Comedia o musical | Mad About You      | Nominada  |

Premios Primetime Emmy
| Año  | Categoría                       | Trabajo Nominado | Resultado |
| ---- | ------------------------------- | ---------------- | --------- |
| 1993 | Mejor actriz - Serie de comedia | Mad About You    | Nominada  |
| 1994 | Mejor actriz - Serie de comedia | Mad About You    | Nominada  |
| 1995 | Mejor actriz - Serie de comedia | Mad About You    | Nominada  |
| 1996 | Mejor actriz - Serie de comedia | Mad About You    | Ganadora  |
| 1997 | Mejor actriz - Serie de comedia | Mad About You    | Ganadora  |
| 1998 | Mejor actriz - Serie de comedia | Mad About You    | Ganadora  |
| 1999 | Mejor actriz - Serie de comedia | Mad About You    | Ganadora  |

Premios del Sindicato de Actores
| Año        | Categoría                        | Trabajo Nominado   | Resultado |
| Cine       | Cine                             | Cine               | Cine      |
| ---------- | -------------------------------- | ------------------ | --------- |
| 1998       | Mejor actriz                     | Mejor... imposible | Ganadora  |
| 2007       | Mejor reparto                    | Bobby              | Nominada  |
| 2013       | Mejor actriz de reparto          | The Sessions       | Nominada  |
| Televisión |                                  |                    |           |
| 1995       | Mejor actriz - Serie de Comedia  | Mad About You      | Ganadora  |
| 1995       | Mejor reparto - Serie de Comedia | Mad About You      | Nominada  |
| 1996       | Mejor actriz - Serie de Comedia  | Mad About You      | Nominada  |
| 1996       | Mejor reparto - Serie de Comedia | Mad About You      | Nominada  |
| 1997       | Mejor actriz - Serie de Comedia  | Mad About You      | Nominada  |
| 1997       | Mejor reparto - Serie de Comedia | Mad About You      | Nominada  |
| 1998       | Mejor actriz - Serie de Comedia  | Mad About You      | Nominada  |
| 1998       | Mejor reparto - Serie de Comedia | Mad About You      | Nominada  |